# Plasmatreat
Plasmatreat ist eine Unternehmensgruppe mit Sitz in Steinhagen (Westfalen), die sich mit der Entwicklung, der Herstellung und dem Vertrieb von Plasmasystemen zur physikalischen Oberflächenbehandlung und -beschichtung befasst. Die Gruppe ist in organisatorischer Hinsicht ein familiengeführter Konzern, der in 35 Ländern operativ tätig  ist. Die Plasmatreat IP GmbH ist die Holding.

## Profil und Kunden
Die Plasmatreat-Gruppe ist ein Anbieter für atmosphärische Plasmatechnologie und gilt als Experte für Niederdruck-Plasmatechnik. Diese Verfahren der Plasmatechnologie verändern Oberflächeneigenschaften von Materialien durch Aktivierung, Reinigung, Reduzierung und Beschichtung. Glas, Metall, Kunststoffe, Textilien oder Kartons lassen sich so behandeln, sie werden für die Weiterverarbeitung vorbereitet,  um zum Beispiel die Haftung von Klebstoffen, Druckfarben, Lacken sowie Dichtungseigenschaften zu verbessern. Rund ein Achtel des Jahresumsatzes investiert die Gruppe, die etwa 150 Patente hält, in Forschung und Entwicklung. Die Gruppe bietet vollständige Systeme, einzelne Komponenten und Dienstleistungen für plasmatechnologische Aufgaben. Die Kunden kommen aus den Branchen Transport und Mobilität (Automobilbau, Elektromobilität), der Batterieherstellung, der Elektronik (zum Beispiel Halbleiter), der Energiewirtschaft, den Life Sciences, der Textilindustrie und der Konsumgüterindustrie.

## Struktur und Standorte

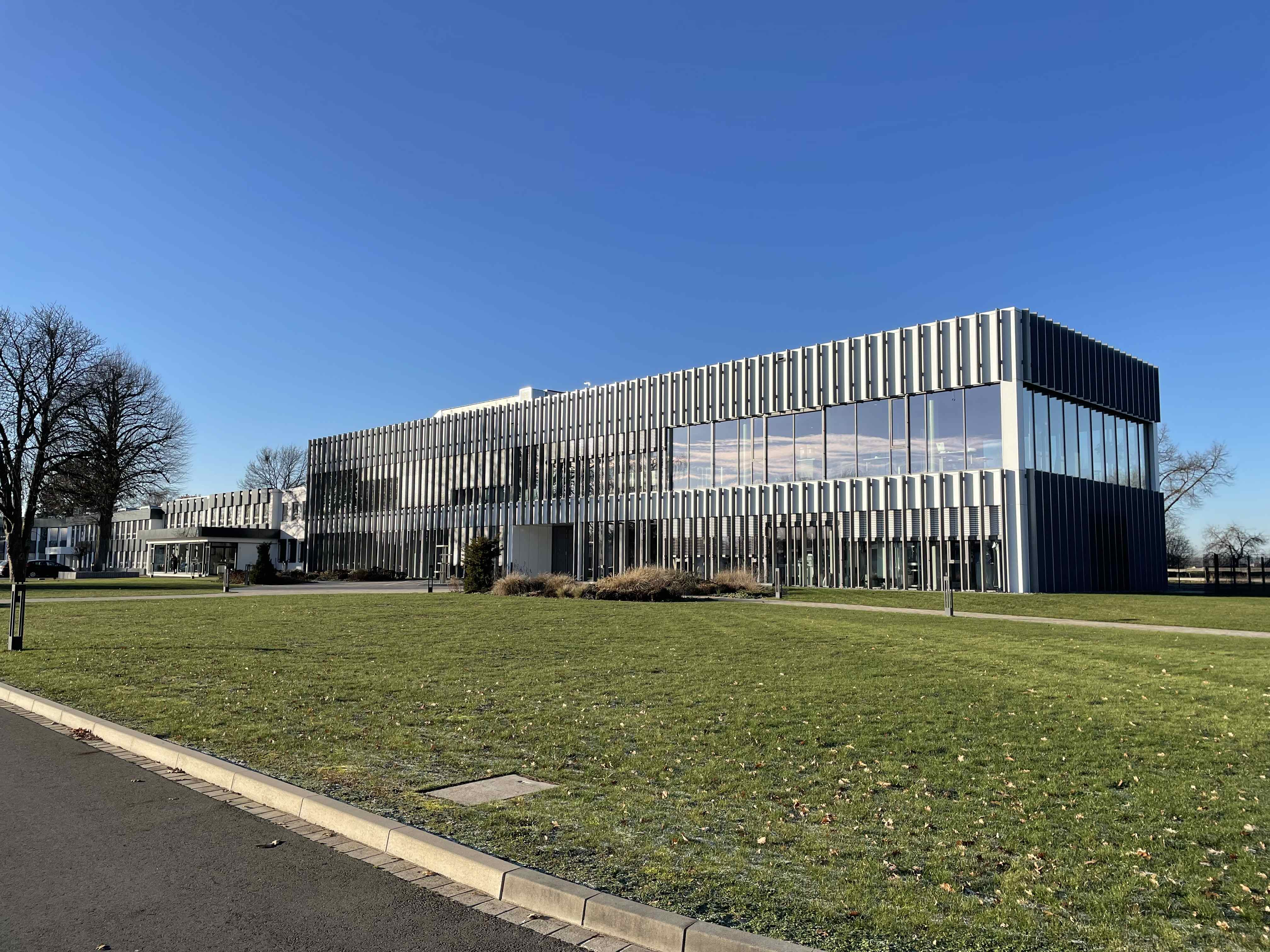
Technologiezentrum in Steinhagen

Die Plasmatreat IP GmbH ist in rechtlicher Hinsicht das Mutterunternehmen der Gruppe. Neben ihr sind 17 in- und ausländische Tochtergesellschaften in den Konzernabschluss 2022 einbezogen worden.
Betriebsstätten befanden sich 2022 in Deutschland (zwei in Steinhagen und eine in Birkenfeld), in Frankreich (Les Ulis), in Italien (Venedig), in Spanien (Madrid), in Schweden (Göteborg), in der Schweiz (Diepoldsau), im Vereinigten Königreich (Abingdon), in der Türkei (Istanbul), in den Vereinigten Staaten (Elgin (Illinois) und Hayward (Kalifornien)), in Kanada (Ancaster), in Japan (Tokio und Osaka), in China (Shanghai, Chengdu und Dongguan), in Südkorea (Gunpo) sowie in Singapur.
Die Gruppe ist, Stand 2022, in 35 Ländern aktiv.

## Geschäftszahlen
|                         | 2021  | 2022  |
| Bilanzsumme (in Mio. €) | 50,49 | 54,02 |
| Umsatz (in Mio. €)      | 55,73 | 63,97 |
| Mitarbeiter             | 230   | 254   |

## Entwicklung
1995 trat Christian Buske in die Geschäftsführung der Agrodyn Hochspannungstechnik GmbH ein. Anfang 2001 firmierte das Unternehmen um und nannte sich Agrodyn Plasmatreat GmbH. Zum 1. Dezember 2001 wurde die endgültige Umfirmierung in Plasmatreat GmbH wirksam.
Mit Buske „kam der durchschlagende Erfolg“. Die vom Unternehmen seit 1995 entwickelte Technologie galt in der Industrie als umwälzend  und wurde mit Patenten geschützt; das erste dieser Patente betraf 1995 Openair-Plasma. Technisch entscheidend waren neuartige Düsen, die kein Vakuum für ihr Plasma benötigten, was zu Vorteilen bei Kosten, Zeit und Flexibilität führte. Im Jahr 2007 hatte das Unternehmen sieben Tochtergesellschaften in Europa, Amerika und Asien. Im Jahr 2012 waren 120 Mitarbeiter weltweit für Plasmatreat tätig.
2014 wurde durch Änderung der Satzung der 2009 gegründeten Plasmatreat IP GmbH die Konzernbildung vorangetrieben: Dieses Unternehmen war nicht mehr allein für das Halten von Patenten und anderen geistigen Eigentümern (engl.: intellectual property = IP) vorgesehen, sondern auch für das Halten von Unternehmensbeteiligungen. 2018 begannen in Steinhagen die Bauarbeiten für ein Technologie- und Kundenzentrum, das im Herbst des Folgejahres bezogen wurde. 2020 nahm dort eine Akademie ihre Arbeit auf, die für Industriekunden Fortbildungsprogramme rund um die Plasmatechnologie entwickelt und anbietet.
Während der COVID-19-Pandemie entwickelte die Gruppe durch Umbau von Kühlschränken Anlagen zur schnellen und schonenden Sterilisation von Schutzausrüstungen.
2021 führte das Wirtschaftsministerium von Nordrhein-Westfalen die Gruppe in der Liste der „Hidden Champions“, die in ihrer Branche welt- oder europaweit führend sind. Die seit Herbst 2022 in der Gruppe an führender Stelle tätigen Magnus Buske und Lukas Buske, Söhne des Gründers Christian Buske, sind Anfang 2024 offiziell in die Geschäftsleitung der Plasmatreat GmbH berufen worden.